# Fajã de Baixo
Fajã de Baixo – nadmorskie miasto na Azorach, siedziba sołectwa w obrębie gminy Ponta Delgada. Według danych szacunkowych na rok 2008 liczy 5316 mieszkańców. 8 czerwca 1947 roku urodził się tam Jaime Gama, portugalski polityk.